# Chiasmus
Chiasmus (podle tvaru řeckého písmene chí – χ) je syntaktický paralelismus dvou textových celků, z nichž jeden má právě opačný slovosled nebo sled témat či motivů než druhý, např.: AB:BA.
Výraz se nejčastěji užívá v oblasti literární teorie, či rétoriky, ale také ve filosofii (v knize Viditelné&neviditelné Maurice Merleau-Pontyho). Výraz pochází z řeckého chí, písmena ve tvaru X; obecně se používá ve smyslu křížení; v literárním stylu a rétorice se jím označuje prostředek postavení slov křížem.
Chiastickou strukturu má Tóra, Starý zákon, Hérakleitovy výroky či Miltonův Ztracený ráj. Princip je jednoduše popsatelný jako následnost ABBA. Příkladem může být Byronův bonmot Pleasure’s sin and sometimes sin’s a pleasure.